# Namjilyn Norovbanzad
Namjilyn Norovbanzad (mongol : Намжилын Норовбанзад, 10 décembre 1931 - 21 décembre 2002) est une chanteuse traditionnelle mongole née dans une famille nomade, dans la province de Dundgovi en Mongolie. Elle était renommée pour son répertoire de chant long urtyn duu.

## Œuvre
- The Sun over the placid world

## Distinction
- Prix de la culture asiatique de Fukuoka